# Фабіу Карвалью
Фабіо Карвалью (порт. Fábio Carvalho, нар. 30 серпня 2002, Торріш-Ведраш) — португальський та англійський футболіст, півзахисник англійського клубу «Ліверпуль».
Виступав, зокрема, за клуби «Фулгем» та «Ліверпуль», а також молодіжну збірну Португалії.

## Клубна кар'єра

### Ранні роки
Народився 30 серпня 2002 року в місті Торріш-Ведраш, поблизу столиці. Розпочинав займатись футболом у місцевій «Бенфіці». У 2013 році родина переїхала до Лондона. Там він спочатку тренувався в академії клубу «Белем» з Південного Лондона, де привернув увагу скаутів «Фулгема», які залучили його до своєї футбольної академії, де він і став виступати з сезону 2015/16. У жовтні 2018 року був включений до списку «20 найкращих талантів Прем'єр-ліги», складений газетою «Гардіан».

### «Фулгем»
У травні 2020 року Карвалью підписав свій перший професійний контракт з «Фулгемом» на два роки. 23 вересня дебютував у першій команді, вийшовши на заміну замість Антоні Кнокара у переможному матчі Кубка ліги проти «Шеффілд Венсдей» (2:0). 1 травня 2021 року дебютував у Прем'єр-лізі, вийшовши на заміну замість Маріо Леміна в матчі проти «Челсі», а вже 15 травня забив свій перший гол за «дачників» у матчі Прем'єр-ліги проти «Саутгемптона» (1:3).
З «Фулгемом» він вилетів з Прем'єр-ліги в сезоні 2020/21, однак того сезону він зіграв лише 4 матчі в чемпіонаті та здебільшого грав у чемпіонаті U-23. У насупному сезоні 2021/22 Карвалью став основним гравцем лондонців під керівництвом свого співвітчизника Марку Сілви, незважаючи на свій молодий вік, забивши три голи у своїх перших п'яти матчах, за що отримав нагороду «Найкращий молодий гравець Футбольної ліги» за серпень 2021 року. Загалом за сезон він зіграв 36 ігор, забивши 11 голів у Чемпіоншипі, допомігши команді повернутись до еліти.

### «Ліверпуль»

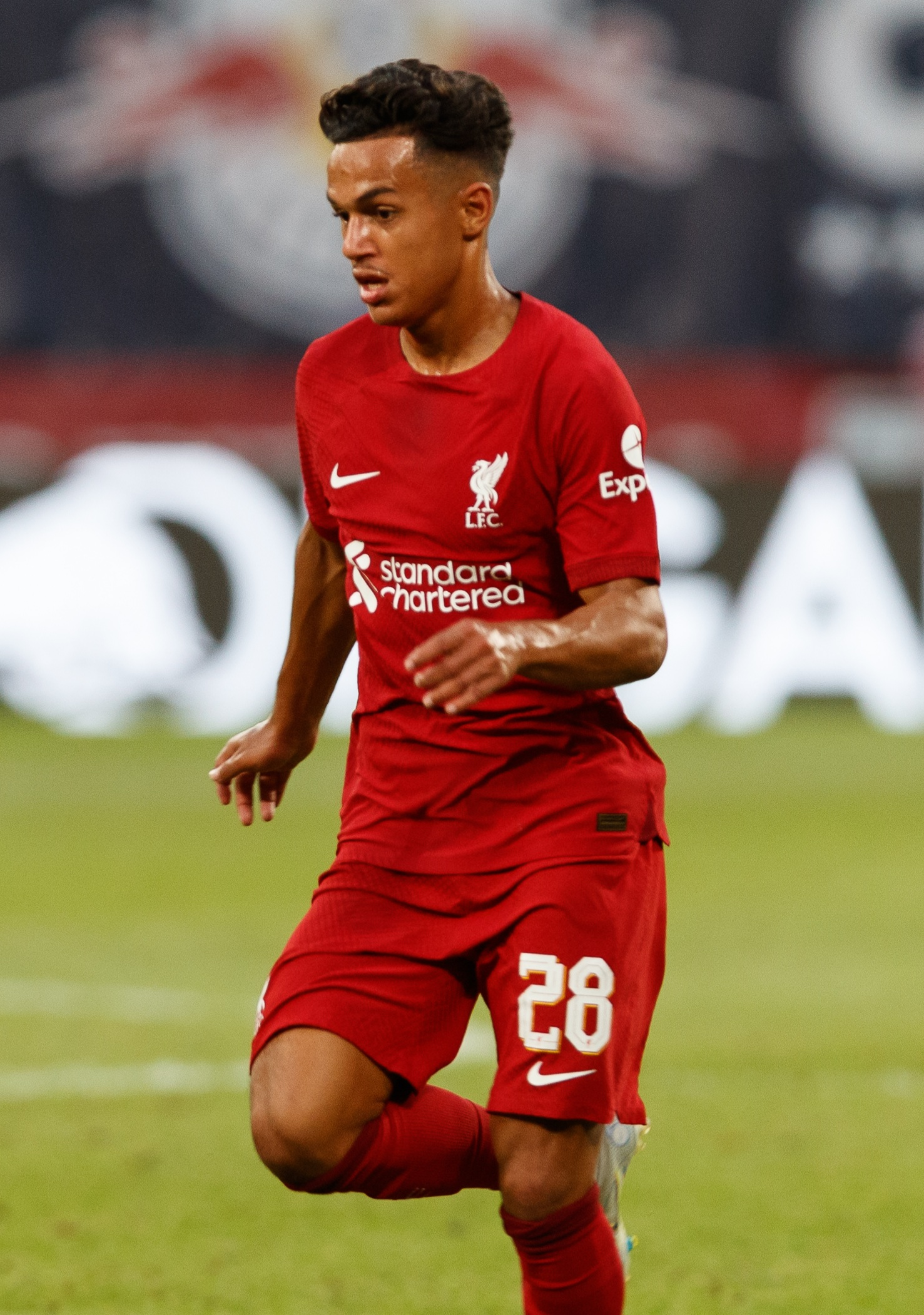
Фабіу Карвалью під час виступів за «Ліверпуль». 2022 рік.

23 травня 2022 року було офіційно оголошено про перехід португальського хавбека в «Ліверпуль» за суму близько 5 мільйонів фунтів, яка потенційно може зрости до 7,7 мільйонів фунтів стерлінгів через бонуси. Він офіційно дебютував за «червоних» 30 липня 2022 року, вийшовши на заміну на 90 хвилині замість Луїса Діаса у матчі Суперкубка Англії, який ліверпульці виграли з рахунком 3:1 у «Манчестер Сіті», таким чином здобувши свій перший трофей у кар'єрі. Через тиждень він зіграв свій перший матч Прем'єр-ліги за «Ліверпуль» проти свого колишнього клубу «Фулхем». Матч завершився внічию 2:2. 27 серпня він забив свій перший гол за «Ліверпуль» в успішному матчі проти «Борнмута» (9:0), вийшовши на заміну замість Гарві Елліотта в перерві. Втім основним гравцем Карвалью стати не вдалося — під час свого першого сезону в «Ліверпулі» він провів 21 матч в усіх турнірах і забив 3 голи.
В результаті 30 червня 2023 року Карвалью було віддано на правах річної оренди без права викупу до німецького клубу «РБ Лейпциг». Дебют за нову команду для гравця відбувся 12 серпня у матчі Суперкубка Німеччини проти «Баварії», де футболіст з'явився на полі на 78-й хвилині матчу, замінивши Дані Ольмо, а його команда здобула перемогу з рахунком 3:0 та виграла трофей. Втім і у цій команді португальцю не вдалося себе показати і здобути стабільне місце на полі, тому 31 грудня 2023 року, враховуючи лише 15 матчів за німецький клуб в усіх турнірах, «червоні» вирішили достроково припинити оренду.
Натомість 10 січня 2024 року Карвалью був відданий на правах оренди до кінця сезону у клуб Чемпіоншипу «Галл Сіті». Він дебютував за «тигрів» 12 січня в домашньому матчі проти «Норвіч Сіті» (2:1), а вже 19 січня забив свій перший гол за «Галл» у виїзній перемозі над «Сандерлендом» (1:0). Карвалью швидко став основним гравцем команди, а вдалий кінець сезону, під час якого він забив п’ять голів у семи матчах, дозволив півзахиснику стати лише третім гравцем, який вдруге виграв нагороду «Молодий гравець місяця Футбольної ліги».

## Виступи за збірні
2016 року дебютував у складі юнацької збірної Англії (U-15), загалом на юнацькому рівні взяв участь у 29 іграх, відзначившись 2 забитими голами.
З 2022 року залучався до складу молодіжної збірної Португалії. На молодіжному рівні зіграв у 4 офіційних матчах, забив 2 голи.
У жовтні 2022 року він був включений до попередньої заявки національної збірної Португалії з 55 гравців на чемпіонат світу 2022 року в Катарі, однак не потрапив до остаточного складу з 26 гравців.

## Статистика виступів

### Статистика клубних виступів
| Сезон              | Команда            | Чемпіонат          | Чемпіонат | Чемпіонат | Національний кубок | Національний кубок | Національний кубок | Континентальні кубки | Континентальні кубки | Континентальні кубки | Інші змагання | Інші змагання | Інші змагання | Усього | Усього |
| Сезон              | Команда            | Ліга               | Ігор      | Голів     | Ліга               | Ігор               | Голів              | Ліга                 | Ігор                 | Голів                | Ліга          | Ігор          | Голів         | Ігор   | Голів  |
| ------------------ | ------------------ | ------------------ | --------- | --------- | ------------------ | ------------------ | ------------------ | -------------------- | -------------------- | -------------------- | ------------- | ------------- | ------------- | ------ | ------ |
| 2020–21            | «Фулгем»           | ПЛ                 | 4         | 1         | КА+КЛ              | 1+1                | 0+0                |                      | -                    | -                    |               | -             | -             | 6      | 1      |
| 2021–22            | «Фулгем»           | ЧФЛ                | 36        | 10        | КА+КЛ              | 2+0                | 1+0                |                      | -                    | -                    |               | -             | -             | 38     | 11     |
| Усього за «Фулгем» | Усього за «Фулгем» | Усього за «Фулгем» | 40        | 11        |                    | 4                  | 1                  |                      | -                    | -                    |               | -             | -             | 44     | 12     |
| 2022–23            | «Ліверпуль»        | ПЛ                 | 13        | 2         | КА+КЛ              | 1+2                | 0+1                | ЛЧ                   | 4                    | 0                    | КА            | 1             | 0             | 21     | 3      |
| лип.-груд. 2023    | «РБ Лейпциг»       | БЛ                 | 9         | 0         | КН                 | 2                  | 0                  | ЛЧ                   | 3                    | 0                    | СН            | 1             | 0             | 15     | 0      |
| січ.-черв. 2024    | «Галл Сіті»        | ЧФЛ                | 16        | 8         | КА+КЛ              | -                  | -                  | -                    | -                    | -                    | -             | -             | -             | 16     | 8      |
| Усього за кар'єру  | Усього за кар'єру  | Усього за кар'єру  | 78        | 21        |                    | 9                  | 2                  |                      | 7                    | 0                    |               | 2             | 0             | 96     | 23     |

## Титули і досягнення

### Командні
- Володар Суперкубка Англії (1):

«Ліверпуль»: 2022
- Володар Суперкубка Німеччини (1):

«РБ Лейпциг»: 2023

### Особисті
- У символічній збірній Чемпіоншипу: 2021/22
- Молодий гравець місяця у Чемпіоншипі: серпень 2021, квітень 2024

## Особисте життя
Батько Карвалью народився в Анголі, мати — на Мадейрі. У нього є старший брат і молодша сестра.